# Departament de la Vicepresidència i d'Economia i Hisenda de la Generalitat de Catalunya
El Departament de la Vicepresidència i d'Economia i Hisenda de la Generalitat de Catalunya de la Generalitat de Catalunya és un departament que va ser creat al 14 de gener de 2016 en el marc del nou govern de Catalunya 2016-2017.
El principal responsable del departament és Vicepresident i també conseller d'Economia i Hisenda. L'actual Vicepresident i conseller és Pere Aragonès i Garcia. El càrrec l'havia ostentat, per primera vegada, Oriol Junqueras i Vies, destituït per l'article 155 de la Constitució Espanyola.

## Història
El Departament de Vicepresidència i d'Economia i Hisenda va ser creat pel govern de Carles Puigdemont a conseqüència de l'assumpció del càrrec per part del president d'Esquerra Republicana, Oriol Junqueras i Vies, nomenat vicepresident de la Generalitat i Conseller d'Economia i Hisenda.
El 20 de setembre de 2017, amb l'objectiu d'evitar el Referèndum sobre la independència de Catalunya convocat per l'1 d'octubre, el Ministeri de l'Interior espanyol va intervenir les finances de la Generalitat. En el marc d'aquesta operació, la Guàrdia civil va irrompre al departament. Per ordre del jutge Juan Antonio Ramírez Sunyer, que encapçalava el Jutjat d'Instrucció núm. 13 de Barcelona, es va practicar la detenció dels secretaris generals d'hisenda i vicepresidència, Josep Lluís Salvadó i Josep Maria Jové, respectivament.

## Funcions
Les funcions que correspon al responsable del departament són:
- La política econòmica.
- Les entitats de crèdit.
- El mercat de valors.
- El deute públic i la tutela financera dels ens locals.
- La promoció i la defensa de la competència.
- El sector assegurador.
- Les finances públiques, els pressupostos i l'eficiència de la despesa.
- La fiscalització, el control financer i el retiment dels comptes públics.
- La gestió de les despeses de personal.
- El patrimoni de la Generalitat.
- La gestió dels tributs.
- El joc i les apostes.
- La licitació de les infraestructures de Catalunya.
- La direcció de les delegacions territorials del Govern de la Generalitat.
- Els processos electorals.
- Qualsevol altra que li atribueixin les lleis i altres disposicions.

Per altra banda, resten adscrits al departament l'Institut d'Estadística de Catalunya, l'Autoritat Catalana de la Competència, l'Agència Tributària de Catalunya i l'Entitat Autònoma de Jocs i Apostes (EAJA). L'Institut Català de Finances es relaciona amb l'Administració de la Generalitat mitjançant el Departament d'Economia i Hisenda.

## Llista de Vicepresidents i Consellers
| # | Legislatura | Nom | Nom                    | Inici mandat        | Fi mandat             | Partit polític | Partit polític                    |
| - | ----------- | --- | ---------------------- | ------------------- | --------------------- | -------------- | --------------------------------- |
| 1 | XI          |     | Oriol Junqueras i Vies | 14 de gener de 2016 | 28 d'octubre del 2017 |                | Esquerra Republicana de Catalunya |
| 2 | XII         |     | Pere Aragonès i Garcia | 29 de maig de 2018  | 26 de maig de 2021    |                | Esquerra Republicana de Catalunya |

## Secretaris Generals
Actualment la distribució dels Secretaris Generals del departament és la següent:
| Departament                                        | Càrrec                                                                         | Secretari General            | Coalició (Partit)  | Cronologia          |
| -------------------------------------------------- | ------------------------------------------------------------------------------ | ---------------------------- | ------------------ | ------------------- |
| Vicepresidència i Departament d'Economia i Hisenda | Secretari General d'Economia                                                   | Pere Aragonès i Garcia       | Junts pel Sí (ERC) | 14 de gener de 2016 |
| Vicepresidència i Departament d'Economia i Hisenda | Secretari General d'Hisenda                                                    | Josep Lluís Salvadó i Tenesa | Junts pel Sí (ERC) | 14 de gener de 2016 |
| Vicepresidència i Departament d'Economia i Hisenda | Secretari General del Departament de la Vicepresidència i d'Economia i Hisenda | Josep Maria Jové i Lladó     | Junts pel Sí (ERC) | 14 de gener de 2016 |